# Робін Лакофф
Робін Толмах Лакофф (Robin Tolmach Lakoff [ˈleɪkɒf]; 27 листопада 1942 — 5 серпня 2025) — почесна професорка лінгвістики Каліфорнійського університету в Берклі. Її книжку «Мова та місце жінки» 1975 року часто вважають причиною того, що мова та гендер стали предметом серйозних дебатів у лінгвістиці та інших дисциплінах.

## Біографія
Лакофф народилася в 1942 році в Брукліні, Нью-Йорк. Вона здобула ступінь бакалавра в Редкліффському коледжі, ступінь магістра в Університеті Індіани та ступінь доктора філософії. доктор лінгвістики Гарвардського університету (1967). Була одружена з лінгвістом Джорджем Лакоффом. Вона викладала в Каліфорнійському університеті в Берклі з 1972 року до виходу на пенсію.
Будучи студенткою коледжу Редкліфф (Кембридж, штат Массачусетс), Лакофф перевіряла заняття Ноама Хомського в Массачусетському технологічному інституті (MIT) і підключився до відділу лінгвістики MIT. У той час, коли Хомський і студенти створювали трансформаційну генеративну граматику, Лакофф та інші досліджували шляхи, якими зовнішній контекст входив у структуру мови.
Лакофф є постійною дописувачкою Huffington Post.
Лакофф привернула національну увагу за публікацію в TIME під назвою «Електронна пошта Гілларі Клінтон — це атака на жінок».

## Мова і місце жінки
Впливова робота Лакофф «Мова і місце жінки» вводить у сферу соціолінгвістики багато ідей про жіночу мову, які зараз часто є звичними. Це надихнуло багато різних стратегій для вивчення мови та гендеру як за національними кордонами, так і за класовими та расовими ознаками.
Її робота відома своєю увагою до класу, влади та соціальної справедливості на додаток до статі.
Лакофф вважає, що мовлення жінок можна відрізнити від мовлення чоловіків декількома способами (частина моделі гендерного дефіциту), зокрема:
1. Живі огорожі: такі фрази, як «начебто», «неначебто», «схоже»
2. Порожні прикметники: «божественний», «чарівний», «розкішний»
3. Надввічливі форми: «Чи не заперечуєте ви…» «…якщо не надто багато просити» «Чи добре, якщо…?»
4. Вибачтеся більше: «Вибачте, але я так думаю…»
5. Говоріть рідше
6. Уникайте нецензурної лексики чи лайки
7. Запитання до тегів: «Ти не проти з'їсти це, правда?» .
8. Гіперкоректна граматика та вимова: використання престижної граматики та чіткої артикуляції
9. Непрямі прохання: «Вау, я така спрагла». — дуже просить пити
10. Говоріть курсивом: Використовуйте тон, щоб підкреслити певні слова, наприклад, «так», «дуже», «зовсім»

Лакофф розробила «Принцип ввічливості», в якому вона виробила три принципи, яких зазвичай дотримуються під час взаємодії. Це: не нав'язуйте, дайте одержувачу варіанти і змусьте одержувача почуватися добре. Вона заявила, що це є найважливішим у гарній взаємодії. Якщо оратор не дотримується цих максим, то кажуть, що він «зневажає максими».

## Мовна війна
Лакофф у творі «Мовна війна» (2000) проводить лінгвістичний аналіз дискурсу щодо сучасних питань. Вона охоплює такі теми, як слухання у справі Хілла-Томаса, суд над О. Дж. Сімпсоном, скандал із Левінські та феномен політичної коректності. Лакофф обговорює кожну тему, водночас доводячи загальну тезу про те, що сама мова є полем політичної битви.
У «Мовній війні» Лакофф представив ідею, що фрейми створюють значення. Вона цитує, що мова (вербальна чи невербальна) і досвід — це «сукупність знань, які викликаються, щоб забезпечити базу висновків для розуміння висловлювання». (Левінсон, 1983)
Фрейми — це ідеї, які формують очікування та створюють фокуси, які слід сприймати як істину та здоровий глузд. Коли хтось вирішить прийняти фрейм, ця особа буде вірити, що все в фреймі є справжнім, і що те, що вона чи він дізнається в рамках фрейму, стає тим, що вона чи він вважає здоровим глуздом. Наприклад, в ХІХ столітті люди вважали, що жінки повинні носити корсети і підв'язувати талію. Ніхто не думав про те, що жінки носять одяг без корсета під ним, тому що здоровий глузд вважав корсети обов'язковим атрибутом моди.
Однак якщо хтось вирішить поглянути на ту ж саму ситуацію поза кадром — що трапляється рідко, оскільки люди завжди впевнені, що здоровий глузд не потребує обґрунтувань, — ця людина зовсім по-іншому сприйме те, що знаходиться в кадрі, і відчує, що здоровий глузд більше не має сенсу. Продовжуючи приклад корсета, у наш час здоровий глузд вважає, що корсети нездорові та принесуть жіночому тілу більше шкоди, ніж користі. Ось чому більшість жінок сьогодні не носять корсети. І коли ми озираємося на стару раму з ХІХ століття, ми думаємо, що відчуття моди того часу є дивним. Це результат зміщення кадрів.

## Вибрані твори
- 1972: «Language in Context.» Language 48:4 (December 1972): 907–27.
- 1973: The logic of politeness; or, minding your P's and Q's. In: Papers from the Ninth Regional Meeting of the Chicago Linguistics Society, ed. C. Corum, T. Cedric Smith-Stark, A. Weiser, pp 292—305. Chicago: Department of Linguistics, University of Chicago
- 1975: Language and Woman's Place. ISBN 0-19-516757-0
- 1977: What you can do with words: Politeness, pragmatics and performatives. In: Proceedings of the Texas Conference on Performatives, Presuppositions and Implicatures, ed. R. Rogers, R. Wall & J. Murphy, pp. 79–106. Arlington, Va.: Center for Applied Linguistics.
- 1985: When talk is not cheap. With Mandy Aftel. Warner ISBN 0-446-30070-5
- 1990: Talking Power. Basic Books. ISBN 0-465-08358-7
- 1993: Father knows best: the use and abuse of therapy in Freud's case of Dora. With J. Coyne. Teachers College Press. ISBN 0-8077-6266-0
- 2000: The Language War. University of California Press. ISBN 0-520-22296-2
- 2006: «Identity à la carte: you are what you eat.» In: Discourse and Identity, ed. Anna DeFina, Deborah Schiffrin and Michael Bamberg. Cambridge University Press: Cambridge.